# Пауэлл Джобс, Лорен
Лорен Пауэлл Джобс (англ. Laurene Powell Jobs; род. 6 ноября 1963 года, Уэст-Милфорд, Нью-Джерси, США) — американская миллиардерша, общественный деятель и бизнесвумен. 
Руководительница и основательница некоммерческой организации Emerson Collective, которая помимо инвестиционной и благотворительной деятельности, политически активна в областях реформы образования, социальной сферы, а также перераспределения ресурсов и охраны окружающей среды. Кроме этого, она является спонсором таких политиков демократической партии, как Камала Харрис и Джо Байден. Она является соучредительницей и председательницей совета директоров некоммерческой организации College Track, которая готовит учащихся из малообеспеченных семей к поступлению в колледж. Вместе со своими тремя детьми Лорен Пауэлл Джобс живёт в Пало-Альто, Калифорния. Лорен Пауэлл — вдова Стива Джобса, соучредителя и бывшего генерального директора Apple Inc. Также она управляет фондом Laurene Powell Jobs Trust.

## Ранние годы жизни и карьера
Пауэлл Джобс родилась и выросла в Уэст-Милфорде, штат Нью-Джерси. Её отец, работавший пилотом, погиб в авиакатастрофе, когда ей было всего три года. Её мать после этого повторно вышла замуж. Лорен получила степень бакалавра политических наук в Школе искусств и наук Пенсильванского университета и степень бакалавра экономики в Уортонской школе бизнеса при Пенсильванском университете в 1985 году, а в 1991 году — степень магистра в Высшей школе бизнеса в Стэнфорде.
В октябре 1989 года Стив Джобс читал лекцию «View from the Top» («Взгляд сверху») в Стэнфордской школе бизнеса. Будучи студенткой MBA, Лорен  пробралась в первые ряды лекционного зала и завела разговор с Джобсом, который сидел рядом с ней. В тот вечер они вместе поужинали. Полтора года спустя, 18 марта 1991 года, они поженились. Церемония бракосочетания прошла в «Ahwahnee Hotel» в Йосемитском национальном парке. Свадебную церемонию проводил Кобун Чино Отогава, монах дзен-буддист. В сентябре 1991 года родился их первенец, сын Рид. Затем родились две дочери, Эрин (1995 г.) и Ева (1998 г.).
Лорен Джобс является соучредителем «Terravera», компании по производству натуральных продуктов, которая реализует свою продукцию по всей Северной Калифорнии. Также Лоурен входит в совет директоров компании «Achieva», которая создает онлайн-продукты, помогающие студентам более эффективно учиться при стандартизированном тестировании. До обучения в школе бизнеса Пауэлл Джобс работала в «Merrill Lynch Asset Management», а также три года работала в «Goldman Sachs» в качестве стратега по торговле с фиксированным доходом.
3 октября 2017 года появилась информация, что Пауэлл Джобс приобрела долю в компании «Monumental Sports & Entertainment», в которую входят американский профессиональный баскетбольный клуб «Вашингтон Уизардс», профессиональный хоккейный клуб «Вашингтон Кэпиталз», а также спортивно-развлекательный комплекс «Кэпитал Уан-арена». Приблизительно двадцать процентов акций делают её вторым по величине акционером после председателя Теда Леонсиса.

## Смерть Стива Джобса
5 октября 2011 года в возрасте 56 лет Стив Джобс, генеральный директор «Apple», умер из-за осложнений, вызванных рецидивом ранее пролеченного островково-клеточного нейроэндокринного рака поджелудочной железы. Пауэлл Джобс унаследовала «Steven P. Jobs Trust», который по состоянию на май 2013 года владел 7,3 % акций «The Walt Disney Company» стоимостью примерно 11,1 млрд долларов и 38,5 млн акций «Apple Inc».
По состоянию на конец 2023 года, Пауэлл Джобс и её семья занимали 145-е место в ежегодном списке миллиардеров Forbes в мире с состоянием в $12 млрд. 

## Активизм
В 2004 году Пауэлл Джобс основала «Emerson Collective», частную компанию, которая поддерживает предпринимателей и организации, работающие в сфере образования и иммиграционной реформы, социальной справедливости, СМИ, журналистики и охраны окружающей среды посредством партнерств, грантов и инвестиций. Через Emerson Collective Пауэлл Джобс владеет        «The Atlantic», а также долей американского новостного портала «Axios».
В ходе предвыборной гонки на президентских выборах в США в 2016 году, Пауэлл Джобс пожертвовала 2 миллиона долларов Хиллари Клинтон и собрала для неё ещё 4 миллиона долларов из других источников.
В 2017 году она поддержала создание политической организации «Acronym», что вызвало этически обусловленную критику в адрес Пауэлл Джобс. Причиной критики было то, что «Acronym» выступил соучредителем и источником финансирования медиакомпании «Courier Newsroom», которую обвиняли в пропагандистской деятельности и создании фальшивых новостей в поддержку определённых кандидатов на выборах. На президентских праймериз в США в 2020 году Пауэлл Джобс сделала пожертвование на кампании кандидатов от демократов Эми Клобушар, Джо Байдена, Пита Буттиджича, Камалы Харрис, Кори Букера и Майкла Беннета. Когда Джо Байден стал кандидатом в президенты от демократической партии, она пожертвовала более 600 000 долларов на его кампанию.

## Благотворительность
В 1997 году Пауэлл Джобс вместе с американским предпринимателем и журналистом Карлосом Уотсоном стала соучредителем «College Track» — некоммерческой организации в Восточном Пало-Альто. Цель «College Track» — улучшить оценки и успеваемость при окончании средней школы, при зачислении в колледж и учёбе там для студентов из необеспеченных семей.
Из выпускников средней школы, которым помогал «College Track», многие являются студентами колледжей в первом поколении, примерно 90% посещают четырёхлетние колледжи, а 70%  заканчивают колледж за шесть лет, тогда как в среднем по стране количество студентов первого поколения колледжей не превышает порог в 24%. Школы «College Track» располагаются в Восточном Пало-Альто, Сакраменто, Сан-Франциско, Окленде, Уоттсе, Бойл-Хайтсе, Новом Орлеане, Ороре (Колорадо), Денвере и Вашингтоне, округ Колумбия. «У нас есть список из ещё пяти городов, в которых мы хотели бы открыть “College Track“, — сказала Пауэл Джобс, — однако мы хотим поддерживать наши стандарты на высоком уровне и не хотим расти за счет франчайзинга или распространения нашей учебной программы и обучения».
В сентябре 2015 года Пауэлл Джобс запустила проект по созданию средних школ с новыми подходами к образованию. Общая стоимость проекта составила 50 миллионов долларов. Инициатива, получившая название «XQ: The Super School Project», направлена на то, чтобы вдохновить команды преподавателей, студентов и лидеров сообществ на создание и реализацию новых планов для средних школ. В программу входят изменение школьного расписания, учебных программ и технологий, чтобы заменить вековую модель среднего школьного образования в стране. В проекте участвовали 70 000 участников которые сформировали свыше 2000 команд из всех штатов США. Финансирование «XQ» поступает от «Emerson Collective» Пауэлл Джобс. После первоначального финансового взноса в размере 50 миллионов долларов, «XQ» объявила о дополнительном взносе. Второй взнос позволил выделить десяти школам по десять миллионов долларов с общим финансовым вкладом в размере 100 миллионов долларов. Учебные заведения были выбраны приблизительно из 700 заявок по всей стране. Команду советников Пауэл Джобс возглавляет Расслинн Х. Али.
Пауэлл Джобс является одной из основательниц Совета климатических лидеров.
По данным на 2018 год Пауэлл Джобс входит в совет директоров «College Track», «Conservation International», а также в совет Стэнфордского университета. Она является председательницей совета директоров «XQ» и входит в консультативный совет председателя Совета по международным отношениям. В 2013 году в списке Forbes она заняла 39-е место как самая влиятельная женщина в мире, а в 2014 году её рейтинг поднялся на 29-е место.